# Pelo Sinal
Pelo Sinal é um distrito do município brasileiro de Manaíra, no interior do estado da Paraíba. De acordo com o Instituto Brasileiro de Geografia e Estatística (IBGE), sua população no ano de 2010 era de 1 391 habitantes, sendo 721 homens e 670 mulheres, possuindo um total de 560 domicílios particulares.
Foi criado pela lei estadual nº 2657, de 15 de dezembro de 1961, junto à emancipação de Manaíra.